# Itoplectis vesca
Itoplectis vesca là một loài tò vò trong họ Ichneumonidae.